# 太白山薹草
太白山薹草（学名：Carex taipaishanica）为莎草科薹草属的植物，为中国的特有植物。分布在中国大陆的陕西、四川等地，生长于海拔1,200米的地区，常生长在山坡林下、灌木丛中以及山谷，目前尚未由人工引种栽培。